# علي رديش دغريري
علي رديش دغريري شاعر سعودي، اسمه علي بن علي رديش دغريري، ولد عام 1380 هـ الموافق 1960م بقرية الدغارير التابعة لمنطقة جازان جنوب غرب السعودية. توفي في 14 ذو الحجة 1445هـ الموافق 20 يونيو 2024م.

## نبذة
اسمه علي بن علي رديش دغريري، ولد عام 1380 هـ الموافق 1960 بقرية الدغارير جنوب منطقة جازان. تلقى علي دغريري تعليمه الابتدائي والمتوسط بمدارس قرى الدغارير، ثم التحق بالمعهد العلمي في صامطة، وحصل منها على الشهادة الثانوية عام 1400 هـ، ثم التحق بجامعة الإمام محمد بن سعود فرع أبها (جامعة الملك خالد حالياً)، وتخرج من كلية اللغة العربية عام 1404 هـ. عمل بالتدريس في منطقة جازان بمدرسة الدغارير الابتدائية والمتوسطة. وقد أوفد عام 1408 هـ لتدريس اللغة العربية في نيجيريا، وبقي بها أربع سنوات ثم عاد للتدريس بجازان، وقد كان عضواً في نادي جازان الأدبي حتى وفاته.

## مؤلفاته
ديوانان شعريان:
- أمس.[4]
- بين الزحام.[5]

## وفاته
توفي علي رديش دغريري في يوم الخميس 14 ذو الحجة 1445هـ الموافق 20 يونيو 2024م بعد معاناة مع المرض.